# Abraham Trembley

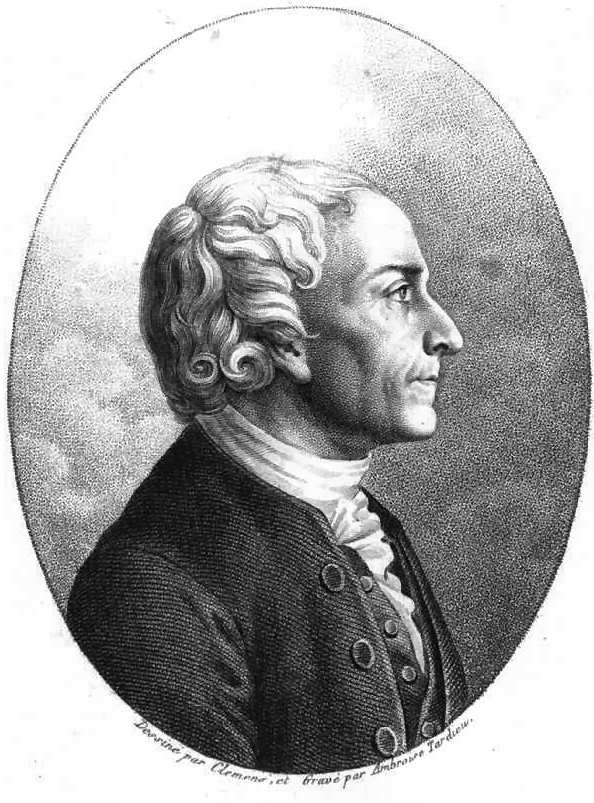
Abraham Trembley

Abraham Trembley (3 september 1710 — 12 mei 1784) was een Zwitserse natuurvorser. Hij is het meest bekend van zijn onderzoek naar zoetwaterpoliepen, waarvoor hem de Copley Medal van de Britse wetenschappelijke Royal Society werd toegekend.

## Biografie
Trembley werd in 1710 geboren als zoon van een officier. Hij was als amateur bioloog bevriend geraakt met onder meer René-Antoine Ferchault de Réaumur en privéonderwijzer van de kinderen van de Nederlandse politicus Willem Bentinck. Tijdens de lessen aan deze twee jongens, in het latere Catshuis, ontdekte Trembley de regeneratieve vermogens van de groene zoetwaterpoliep Hydra viridissima. Deze had hij gevangen in de Haagse beek die door het park stroomde en toen hij er een door midden sneed bleek die de volgende dag te zijn geregenereerd in twee volwaardige nieuwe poliepen.

Hoewel Trembley meende dat hij een nieuwe (onder)soort had ontdekt, was deze poliep in 1702/03 reeds door Antoni van Leeuwenhoek beschreven. Niettemin was zijn boek Mémoires pour servir à l'histoire d'un genre de polypes d'eau douce uit 1744 baanbrekend. Het leverde Trembley het lidmaatschap van de Royal Academy of Arts op, alsmede het corresponderend lidmaatschap van de Franse Académie des sciences. 
Volgens sommige beoefenaars van de wetenschapsgeschiedenis moet Trembley de eerste onderzoeker van stamcellen geweest zijn, hoewel hij ze niet als zodanig benoemde.
- Bibsys: 90279918
- Biblioteca Nacional de Chile: 000246286
- Bibliothèque nationale de France: cb10456968f (data)
- Biografisch Portaal: 20417297
- CiNii: DA14388659
- Digitale Bibliotheek voor de Nederlandse Letteren: trem003
- Gemeinsame Normdatei: 11763560X
- Historisch woordenboek van Zwitserland: 025805
- International Standard Name Identifier: 0000 0001 2135 5263
- Library of Congress Control Number: n82207996
- Nationale bibliotheek van Australië: 35905424
- Nationale Bibliotheek van Israël: 987007272666905171
- Nationale Bibliotheek van Polen: a0000002622159
- Nederlandse Thesaurus van Auteursnamen: 067852971
- Réseau des bibliothèques de Suisse occidentale: 02-A024918729
- Istituto Centrale per il Catalogo Unico: UFIV070600
- Système universitaire de documentation: 085101982
- Trove: 1139924
- Virtual International Authority File: 61534739
- WorldCat: E39PBJdcB3hpWKb9TpqrHRqYT3